# Sant'Antonio di Padova (film)
Sant'Antonio di Padova è un film per la televisione del 2002 scritto e diretto da Umberto Marino.

## Trama
Sicilia, 1221. Frate Antonio e il compagno Giulietto naufragano e vengono tratti in salvo. I due ritornano da una missione di predicazione in Africa, da cui Antonio ha dovuto fare ritorno per l'aggravarsi della malattia. Ospitato in una chiesa, Antonio inizia a raccontare ai frati la sua vita di rinuncia, di meditazione spirituale, di rinuncia al titolo nobiliare e alla guerra nelle Crociate, fino alla predicazione, ai viaggi,  alla lotta contro la povertà e agli usurai, e alle guarigioni miracolose.

## Ascolti
| N° | Prima TV       | Telespettatori | Share  |
| -- | -------------- | -------------- | ------ |
| 1  | 1º aprile 2002 | 7 000 000      | 31,00% |

## Critica
(Messaggero di Sant'Antonio)